# Asking for Flowers
| Оценки критиков  | Оценки критиков |
| Источник         | Оценка          |
| ---------------- | --------------- |
| Allmusic         | [ 1 ]           |
| Robert Christgau | [ 2 ]           |
| The Music Box    | [ 3 ]           |
| Pitchfork Media  | (7.9/10)        |
| Rolling Stone    | [ 5 ]           |

Asking for Flowers — третий студийный альбом канадской певицы и кантри-музыканта Кэтлин Эдвардс, изданный 4 марта 2008 года на лейбле MapleMusic Recordings.

## История
Альбом получил положительные отзывы музыкальной критики и интернет-изданий: Allmusic, The Music Box, Pitchfork Media, Rolling Stone.
Альбом достиг позиции № 102 в американском хит-параде  Billboard 200 и позиции № 1 в чарте Top Heatseekers, и был номинирован на премию 2008 Polaris Music Prize.

## Список композиций
1. Buffalo — 5:15
2. The Cheapest Key — 2:42
3. Asking for Flowers — 5:02
4. Alicia Ross — 5:06
5. I Make the Dough, You Get the Glory — 4:37
6. Oil Man’s War — 4:01
7. Sure As Shit — 4:09
8. Run — 3:43
9. Oh, Canada — 3:59
10. Scared At Night — 4:09
11. Goodnight, California — 6:28
12. Lazy Eye — 3:29

## Чарты
| Чарт (2008)       | Лучший результат |
| ----------------- | ---------------- |
| Billboard 200 102 | 102              |
| Top Heatseekers   | 1                |